# 黃鶴 (嘉慶進士)
黃鶴，贵州清鎮人，清朝政治人物、進士出身。

## 生平
嘉慶六年（1801年）清高宗九旬辛酉科進士，三甲一百二十九名，后官知縣。